# 褐苞三肋果
褐苞三肋果（学名：Tripleurospermum ambiguum）为菊科三肋果属下的一个种。